# 980 в Україні
980 в Україні — це перелік головних подій, що відбулись у 980 році на території сучасних українських земель. Також подано список відомих осіб, що народилися та померли в 980 році.

## Події
- У Києві розпочалося правління Володимира Великого. Можливо, це сталося на два роки раніше. Володимир прийшов до Києва із зібраним у Скандинавії військом і скинув свого брата Ярополка.
- Князь Володимир узяв у дружини полоцьку княжну Рогніду, спочатку зґвалтувавши її.
- Походом у Прикарпаття Володимир повертає зайняті чехами етнічні галицькі землі до Перемишля включно[1].

## Засновані, зведені
- Білогородка (Бучанський район)